# バラエティクラブ
バラエティクラブもしくはヴァラエティクラブ（Variety Club、2008年9月8日生まれ）は、南アフリカの競走馬である。
南アフリカでケープギニー、クイーンズプレート、ゴールドチャレンジ2回など、多くの重賞に勝ち、2011/2012年と2012/2013年の南アフリカ年度代表馬に選出された。非常に複雑で長期間に渡る検疫を乗り越えて国際競走に挑み、ドバイのゴドルフィンマイルと香港のチャンピオンズマイルに優勝し、2014年の世界的名馬の1頭となった。2014年の秋に競走馬としては引退し、南アフリカで種牡馬になった。

## 出自
バラエティクラブは南アフリカのボーモントスタッド（Beaumont Stud）で生まれた。毛色は栗毛で三本の脚が白く（長白）、額には星斑（星）がある。父馬はヴァー（Var）といい、アメリカでは大して活躍しなかったが、ヨーロッパへ移ってアベイ・ド・ロンシャン賞を勝った競走馬である。父のヴァーは南アフリカで種牡馬として多くの勝馬を出して成功した。
バラエティクラブの母馬はラマシヌ（La Massine）といい、サウスアフリカンオークス優勝馬ノヴェナ（Novenna）の孫である。さらに母系を遡ると、ハンガリー馬のポンペア（Pompea）にたどり着く。ポンペアは凱旋門賞優勝馬のクラポム（Crapom）の母である。
バラエティクラブの馬主はジュースツ夫妻（マーカス・ジュースツ／Markus Joosteとイングリッド・ジュースツ／Ingrid Jooste）である。マーカス・ジュースツは家具小売大手のスタインホフ・インターナショナル社（Steinhoff International Holdings）の経営者で、南アフリカのヨハネスブルグで製造した家具をヨーロッパへ輸出している。片道11時間かけて頻繁に南アフリカとヨーロッパを往復していることから、経済誌のフォーブスは、彼を「南アフリカで一番長く飛行機に乗っている人物として有名」としている。
調教師はジョーイ・ラムデン（Joey Ramsden）で、出走した主な競走すべてでアントン・マーカス騎手（Anton Marcus）が騎乗した。

## 競走履歴

### 2歳時（2010/2011年）
バラエティクラブは2歳の時にケニルワース競馬場のランガーマンステークス（Langerman Stakes、1500メートル）に勝ち、フェアヴュー競馬場のチャンピオンジュヴナイルカップ（Champion Juvenile Cup）で2着になった。

### 3歳時（2011/2012年）
3歳になると、バラエティクラブはケープギニー（Cape Guineas）に勝ち、そのあと馬齢戦のクイーンズプレート（Queen's Plate）で2着になった。これに続き、1月28日の喜望峰ダービー（Cape Derby、2000メートル）に出て、優勝馬ジャクソン（Jackson）に次ぐ2着になった。4月になって、バラエティクラブはケニルワース競馬場のウィンターギニー（Winter Guineas、1600メートル）に登場、1対5（1.2倍）の人気になり、2馬身1/4差をつけて優勝した。  6月にはクレアウッド競馬場で行われる馬齢戦のライジングサンゴールドチャレンジ（Rising Sun Gold Challenge）に出ると、11年ぶりの3歳馬による優勝を遂げた。　しかしこの競走で、バラエティクラブは運動誘発性肺出血を発症した。ラムスデン調教師は、これは競馬場の馬房の埃が原因だと考えている。　このほか、バラエティクラブは3歳時にセランゴールカップ（Selangor Cup）、KRAギニー（KRA Guineas）、マッチェムステークス（Matchem Stakes）にも勝った。

### 4歳時（2012/2013年）
4歳になったバラエティクラブは、グリーンポイントステークス（Green Point Stakes）を勝ち、1月のケニルワース競馬場で行われるクイーンズプレートを本命馬として迎えた。ドローン（Drawn）という馬が発馬機に入るのを嫌がって発走が遅れたうえに、スタートのやり直しがあった。なんとかレースが始まると、バラエティクラブはすぐに先頭に立ち、そのまま2馬身1/4差で逃げ切った。2着にはジャクソン（Jackson）が入り、短頭差でポモドーロ（Pomodoro）が3着だった。　このあと休養をはさんで、5月にグレイヴィル競馬場（en:Greyville Racecourse）のピナクルステークス（Pinnacle Stakes）に勝った。6月のライジングサンゴールドチャレンジでは、スタートから逃げ、牝馬のビーチビューティ（Beach Beauty）を1馬身差で振り切って優勝、2012年からの連勝を8に伸ばした。この競走のあと、マーカス騎手は「バラエティクラブは、僕が意図したよりハイペースで飛ばしてしまった。だけど、相手がもっと強ければ、この馬はもっと走るよ」と言った。
南アフリカでの競馬シーズンが終わると、2014年の外国遠征に向けて出発した。まずモーリシャスで検疫を受け、それからイギリスへ向かった。　感染症のアフリカ馬疫の恐れがあったため、検疫期間は長期間に及んだ。

### 5歳時（2013/2014年）
2014年のはじめ、バラエティクラブはUAEで3回レースに出た。出走したのはドバイのメイダン競馬場で、当時は「タペタ」という人工馬場（オールウェザー走路）だった。2月13日のグループ3のファイアブレイクステークス（Firebreak Stakes、1600メートル）に8頭中1番人気で出走した。スタートからまもなく先頭にたつと、2番手以降との差を広げ、 そのまま「楽勝」で逃げ切った。2着には2馬身差でハアテク（Haatheq）が入った。　3月8日のブルジュナハール（Burj Nahaar、1600メートル）では、いったん直線で抜けだしたが、そのあと差されてしまい、ゴドルフィン所属の牝馬Shuruqに1馬身3/4差の2着に敗れた。3週間後の第21回ゴドルフィンマイルには21頭の出走馬が揃った。バラエティクラブと同じ南アフリカ出身のソフトフォーリングレイン（Soft Falling Rain）は前年の優勝馬で、1番人気になった。2番人気がShuruqで、バラエティクラブは11対2（6.5倍）の3番人気だった。バラエティクラブは向こう正面で先頭に立つと、最後の直線でもよくねばって、ソフトフォーリングレインに1馬身差をつけて逃げ切った。3着に入ったフロティラ（Flotilla）は、アメリカのブリーダーズカップ・ジュヴェナイルフィリーズターフやフランスのプール・デッセ・デ・プーリッシュの優勝馬である。レース後、ラムスデン調教師は「ファンタスティックだ。南アフリカから遠征してきて勝つというのは感無量だ。素晴らしい。騎手のアントンは最高の騎乗をした。後続から突っつかれずに、楽に逃げられたのが大きい。」と述べた。アントン・マーカス騎手は「今日はバラエティクラブのスタミナを証明したかったんだ。芝コースでもいけるよ。今日は僕が乗ったけど、この馬には南アフリカ国民みんなの期待が乗っかっているのさ。」と答えた。
ゴドルフィンマイルの勝利のあと、バラエティクラブはマイク・デコック（Mike de Kock）厩舎に移った。馬主のマネージャーを務めるデレク・ブラグマン（Derek Brugman）の説明によると、「別に、なにかでもめて移籍したわけではないんだよ。ジョーイ・ラムスデン調教師が地元の南アフリカでの調教に専念できるようにしたかったんだ。今までどおり、今後もバラエティクラブが稼いだ賞金の一部はラムスデン調教師に支払われることになっている。」とのことである。
バラエティクラブは香港へ遠征し、5月4日の沙田競馬場でのチャンピオンズマイルに向かった。14頭の出走馬の中には、エイブルフレンド（Able Friend）、ゴールドファン（Gold-Fun）、カリフォルニアメモリー（California Memory）、グロリアスデイズ（Glorious Days）、香港スチュワーズカップ優勝馬のブレイジングスピード（Blazing Speed）、前年の覇者ダンエクセル（Dan Excel）、アイルランドからの遠征馬でフォレ賞、スプリントカップ、ジョージライダーステークスの優勝馬ゴードンロードバイロン（Gordon Lord Byron）がいた。バラエティクラブの単勝倍率は11.6対1（12.6倍）だった。バラエティクラブは外枠から素早く発馬すると、最初の400メートルで先頭にたち、その後ろにヘレンスピリット（Helene Spirit）がつけた。バラエティクラブは直線にはいるとリードを広げ、最後は2着のエイブルフレンドに4馬身差をつけて優勝した。さらに1馬身1/4遅れた3着にはダンエクセルが入り、4着にはグロリアスデイズ、5着にゴールドファンが入った。　レース後の会見で、デコック調教師は次のように述べた。「これはでかい。南アフリカにとってでかい。南アフリカの競馬界にとってとてつもないことだ。」　マーカス騎手はこう言った。「バラエティクラブは本物さ。僕はただ乗ってるだけだ。」
香港での勝利からヨーロッパへ帰る機上、バラエティクラブは大暴れして、何度も鎮静剤が必要になった。イギリスの調教地についた後も、バラエティクラブの気性面の問題はどんどんひどくなり、10月にロンシャン競馬場のフォレ賞に挑戦する計画は取り止めになった。バラエティクラブは引退し、南アフリカに戻ってクラウェルヴレイスタッド（Klawervlei Stud）で種牡馬として再出発することになった。

## 受賞歴と評価
2012年8月のエクウス賞（南アフリカの競走馬の賞）で、バラエティクラブは最優秀3歳牡馬、最優秀中距離馬を受賞し、南アフリカの年度代表馬に選出された。ジョーイ・ラムスデン調教師は「今シーズンのバラエティクラブは常に安定した成績を残した。そこがこの馬のすごいところだ。」と述べた。　
2013年のエクウス賞でもバラエティクラブは南アフリカ年度代表馬に選ばれ、最優秀古牡馬と最優秀マイラーも受賞した。
2012年のワールド・サラブレッド・ランキングでは、世界ランク74位となった。この年の首位フランケルからは21点差である。　2013年は世界47位となり、この年の首位ブラックキャビアとトレヴからは10点差だった。　2014年のランキングでは、1位の日本馬ジャスタウェイ、2位の日本馬エピファネイアに次ぐ3位タイとなった。同点の3位には、エイブルフレンド、オーストラリア、キングマン、ザグレーギャツビー（The Grey Gatsby）が並んでいる。

## 血統
| Variety Clubの血統              | Variety Clubの血統                  | Variety Clubの血統 | （血統表の出典）   | （血統表の出典）   |
| 父 Var 米国産 1999              | 父の父Forest Wildcat 米国産 1991    | Storm Cat          | Storm Bird         | Storm Bird         |
| 父 Var 米国産 1999              | 父の父Forest Wildcat 米国産 1991    | Storm Cat          | Terlingua          |                    |
| 父 Var 米国産 1999              | 父の父Forest Wildcat 米国産 1991    | Victoria Beauty    | Bold Native        | Bold Native        |
| 父 Var 米国産 1999              | 父の父Forest Wildcat 米国産 1991    | Victoria Beauty    | Abifaith           |                    |
| 父 Var 米国産 1999              | 父の母Loma Preata 米国産 1994       | Zilzal             | Nureyev            | Nureyev            |
| 父 Var 米国産 1999              | 父の母Loma Preata 米国産 1994       | Zilzal             | French Charmer     |                    |
| 父 Var 米国産 1999              | 父の母Loma Preata 米国産 1994       | Halleys Comeback   | Key To The Kingdom | Key To The Kingdom |
| 父 Var 米国産 1999              | 父の母Loma Preata 米国産 1994       | Halleys Comeback   | Promised Princess  |                    |
| 母 La Massine 南アフリカ産 1992 | 母の父Secret Prospector 米国産 1982 | Mr Prospector      | Raise A Native     | Raise A Native     |
| 母 La Massine 南アフリカ産 1992 | 母の父Secret Prospector 米国産 1982 | Mr Prospector      | Gold Digger        |                    |
| 母 La Massine 南アフリカ産 1992 | 母の父Secret Prospector 米国産 1982 | Secret Asset       | Graustark          | Graustark          |
| 母 La Massine 南アフリカ産 1992 | 母の父Secret Prospector 米国産 1982 | Secret Asset       | Numbered Account   |                    |
| 母 La Massine 南アフリカ産 1992 | 母の母Karpakova 南アフリカ産 1986   | Northern Guest     | Northern Dancer    | Northern Dancer    |
| 母 La Massine 南アフリカ産 1992 | 母の母Karpakova 南アフリカ産 1986   | Northern Guest     | Sex Appeal         |                    |
| 母 La Massine 南アフリカ産 1992 | 母の母Karpakova 南アフリカ産 1986   | Novenna            | Hobnob             | Hobnob             |
| 母 La Massine 南アフリカ産 1992 | 母の母Karpakova 南アフリカ産 1986   | Novenna            | Fidelis            |                    |
| 母系(F-No.)                     | 1号族(FN:1-j)                       | 1号族(FN:1-j)      | 1号族(FN:1-j)      | [ § 2 ]            |
| 出典                            | 1. 2.                               | 1. 2.              | 1. 2.              | 1. 2.              |